# 環境衛生週間
環境衛生週間（かんきょうえいせいしゅうかん）とは、日本の環境衛生全般、特にごみ問題を中心とした啓発活動を実施するための週間である。
期間は毎年9月24日～10月1日。これは清掃の日から浄化槽の日までで、「週間」とはあるが期間は8日間である。
1987年（昭和62年）に厚生省（現在は環境省に移管）により現在の期間が定められた。それまでは清掃の日である9月24日を中心とした9月21日～9月27日としていたが、1987年（昭和62年）の浄化槽の日制定に合わせて変更された。
期間中は各地で廃棄物の減量化・リサイクル、ごみの散乱防止、公共施設の清潔の保持などの啓発活動が実施される。